# قائمة زملاء الجمعية الملكية المنتخبين في 1682
هذه الصفحة تعرض قائمة زملاء الجمعية الملكية المُنتخبين لعام 1682.جيهان مساعد هوللي

## الزملاء
- Robert Pitt (physician) [الإنجليزية]‏